# Strongylognathus arnoldii
Strongylognathus arnoldii  (лат.) — вид муравьёв-рабовладельцев рода Strongylognathus из подсемейства Myrmicinae (Formicidae). Включён в Международную Красную книгу МСОП.  Эндемик Крыма. Длина 4—5 мм. Голова самок и рабочих на затылке без выемки, с почти прямым задним краем. Самка красно-бурая с оранжево-жёлтыми ногами и усиками. Рабочие оранжево-жёлтые, самцы бурые. Стебелёк между грудью и брюшком состоит из двух члеников: петиолюса и постпетиолюса (последний четко отделен от брюшка), жало развито, куколки голые (без кокона). Близок к виду Strongylognathus rehbinderi. Паразитирует на видах Tetramorium caespitum. Вид был назван в честь основоположника советской мирмекологии профессора Константина Владимировича Арнольди.